# Kunstverein Nürnberg

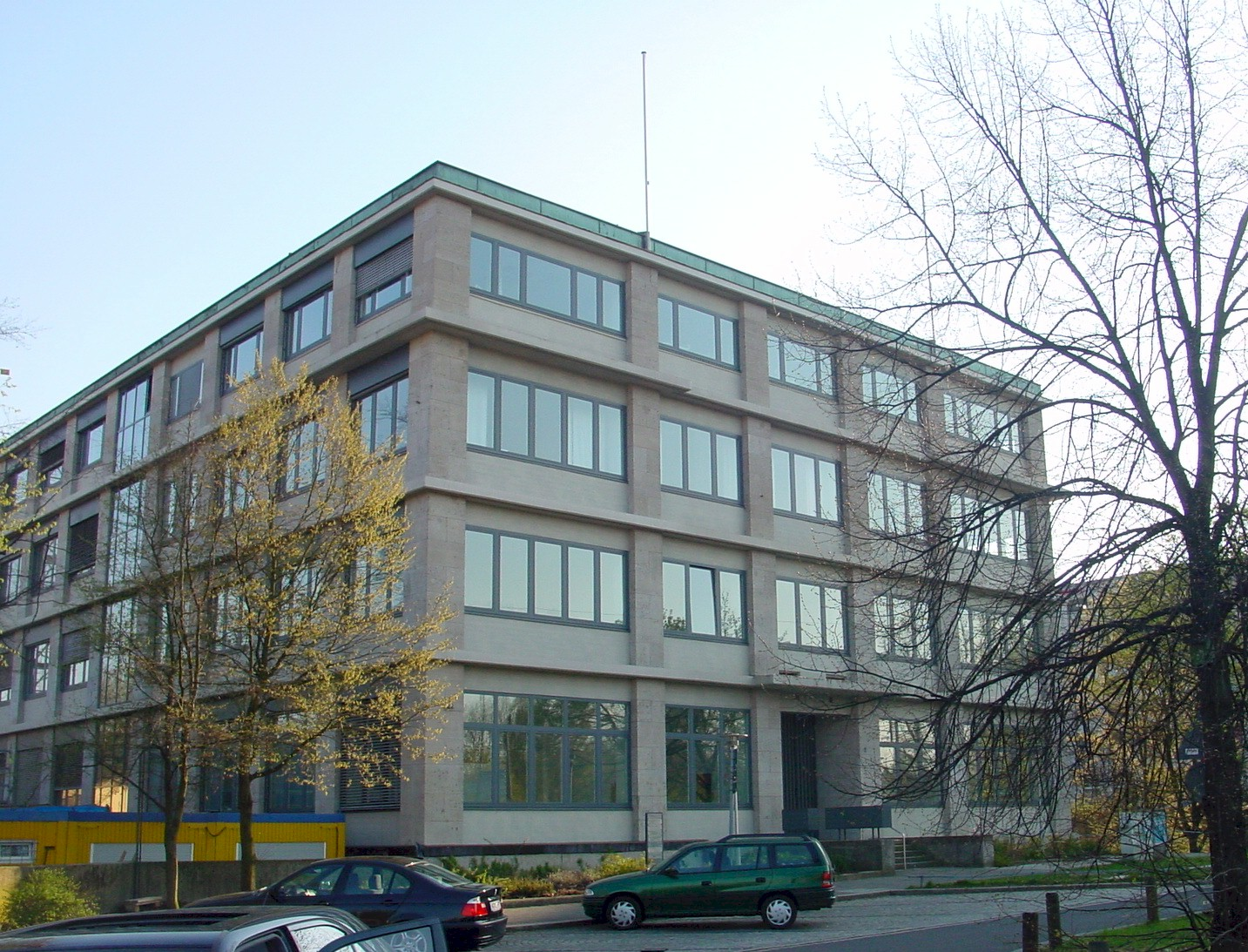
Ehem. Milchhofverwaltungsgebäude, in dem der Kunstverein seit 2003 Ausstellungsräume unterhält

Der Kunstverein Nürnberg – Albrecht Dürer Gesellschaft ist der älteste Kunstverein Deutschlands.

## Geschichte
Am 13. Oktober 1792 wurde in Nürnberg als einziger Kunstverein für viele Jahre die Kunst-Societät (Kunst-Gesellschaft) gegründet. Aus ihr ging der Verein von Künstlern und Kunstfreunden hervor. 1830 schloss er sich mit dem 1818 gegründeten Albrecht Dürer Verein zusammen und trägt seither „den Namen des wichtigsten Künstlers der Stadt in seinem Titel“. Nachfolgeorganisation ist seit 1964 die Albrecht Dürer Gesellschaft.
Der Verein widmete sich zunächst der Betrachtung einzelner Kunstwerke und der Kunstkritik. Er bemühte sich um Verbesserungen für die Akademie der Bildenden Künste und bezog auch die Denkmalpflege ein. Mit Ausstellungen und begleitenden Veranstaltungen präsentiert und vermittelt er substantielle Positionen der zeitgenössischen Kunst.

„Die Albrecht-Dürer-Gesellschaft ist der älteste deutsche Kunstverein. 1792 gegründet, dient die Gesellschaft nur gemeinnützigen Zwecken. Ihr Ziel ist, die bildende Kunst in der Stadt Albrecht Dürers zu fördern. Es sollte deshalb für alle Freunde der Kunst ehrenvolle Verpflichtung sein, Mitglied zu werden. Ein Kunstverein, der erstmals Johann Wolfgang von Goethe und den Zaren von Russland zu seinen Mitgliedern zählen durfte, ist es wohl wert, einen neuen Aufschwung zu erleben, um seine kulturellen Ziele zu erreichen.“

Sitz des Vereins war seit 1973 das Pilatushaus, von 1991 bis 2003 war er im Anwesen Füll 12 untergebracht. Seit 2003 befinden sich die Ausstellungsräume im Milchhof, in einem vom Architekten Otto Ernst Schweizer realisierten Verwaltungsbau.
2011 wurde dem Verein der Preis für Kunstvereine verliehen, der gemeinsam von der Arbeitsgemeinschaft Deutscher Kunstvereine und der Kunstmesse Art Cologne vergeben wird, 2017 der Preis der Stadt Nürnberg.